# Plagiognathus punctatipes
Plagiognathus punctatipes är en insektsart som beskrevs av Knight 1923. Plagiognathus punctatipes ingår i släktet Plagiognathus och familjen ängsskinnbaggar. Inga underarter finns listade i Catalogue of Life.